# 守恒定律
在物理學裏，假若孤立物理系統的某種可觀測性質遵守守恆定律（law of conservation），則隨著系統的演進，這種性質不會改變。
諾特定理是關於守恆定律的重要理論。諾特定理表明，每一種守恆定律，必定有其伴隨的物理對稱性。例如，伴隨著能量守恆的是物理系統對於時間的不變性。不論在空間的取向為何，物理系統的物理行為一樣，這性質導致角動量守恆。

## 絕對定律
以下列出一些守恆定律。這些定律是「絕對定律」（exact law）。物理學者從未找到任何違背這些定律的證據。
- 質能守恆
- 動量守恆
- 角動量守恆
- 電荷守恆
- 色荷守恆
- 弱同位旋（weak isospin）守恆
- 機率密度守恆
- CPT對稱性（綜合電荷、宇稱和時間共軛）
- 勞侖茲對稱性

## 近似定律
在某些特別狀況，像低速、短暫時間尺寸、某種相互作用等等，以下這些定律近似於正確。
- 質量守恆定律 （適用於非相對論性速度與不存在核反應的狀況）
- 能量守恆定律（適用於非相對論性速度與不存在核反應的狀況）
- 重子數守恆（參閱條目手徵異常（chiral anomaly））
- 輕子數守恆（參閱條目微中子振盪）
- 味守恆（在電弱理論裏，這種對稱會被違背）
- 宇稱對稱性
- 正反共軛對稱性（charge conjugation symmetry））
- 時間反演對稱性
- CP對稱性（綜合電荷、宇稱共軛。假若CPT對稱性成立，則等價於時間反演對稱性。）

## 參閱
- 守恆量
  - 在無耗散的極限，某種螺旋性（helicity）守恆。例如，流體力學螺旋性（hydrodynamical helicity）、磁螺旋性（magnetic helicity）
- 連續方程式
- 未解決的物理學問題
- 極權原理（Totalitarian principle）